# Кидани
Кидани (кин: 契丹, перс. ختن), Китаи или Кидан су имена номадских монголских народа, који живе у данашњој Монголији и Манџурији од 4. века. Почев од 10. века преузели су власт над северном Кином и успоставили династију Љао, оставивши релативно мало трагова. Након што се династија Љао срушила 1125. године, многи Кидани су се преселили на запад и успоставили државу Кара-Кину коју је 1218. године коначно уништило монголско царство.
Пошто је народ потицао од прото-Монгола преко Сјанбеја, Кидани су говорили сада изумрлим киданским језиком, парамонголским језиком који је повезан са монголским језицима. Киданци су основали и водили династију Љао (916–1125), која је доминирала огромним подручјем Сибира, Монголије и северне Кине. Киданци из династије Љао користили су два независна система писања за свој језик: киданско мало писмо и киданско велико писмо.
Након пада династије Љао 1125. године након инвазије Јурчена, многи Киданци су следили Јелу Дашијеву групу на западу да би успоставили династију Каракидај или Западни Љао, у централној Азији, која је трајала скоро један век пре него што је пала под Монголско царство 1218. Остали режими које су основали Кидани укључивали су Северни Љао, Источни Љао и Каснији Љао у Кини, као и династију Кутлуг-Канид у Персији. Данашњи народ Даур, призната мањинска етничка група у североисточној Кини, генетски су потомци Кидана.

## Етимологија
Не постоји консензус о етимологији имена Кидан. У основи постоје три спекулације. Фенг Ђашенг тврди да потиче од имена поглавара Јувен. Џао Џенђи мисли да је термин настао из Сјенбеја и значи „место где је Сјенбеј боравио”. Јапански научник Отаги Мацуо верује да је Киданово првобитно име било „Џидан“, што значи „људи који су слични Си народу“ или „људи који живе међу Си народом“.
У словенским језицима као што су руски и украјински, „Кина“ се зове „Китай“. Ова имена потичу од кинеске династије Љао, коју су успоставили Кидани у северној Кини.

### Кина
Због доминације Кидана током династије Љао у Манџурији и Монголији, а касније и Каракитај у Централној Азији, где су их сматрали Кинезима, израз „Китај“ је почео да значи „Кина“ за људе у њиховој близини у централној Азији, Русији и северозападној Кини. Име је тада уведено у средњовековну Европу преко исламских и руских извора, и постало је „Катај“. У модерној ери, речи које се односе на Китај и даље се користе као назив за Кину од стране Турских народа, као што су Ујгури у кинеском региону Синђанг и Казахстанци у Казахстану и околним подручјима, као и неки словенски народи, као што су Руси и Бугари. Хан Кинези сматрају да је етноним изведен од Khitay, како су то Ујгури применили, пејоративан и кинеска влада је покушала да забрани његову употребу.

## Генетика
Кидани су били асоцирани са експанзијом патерналне C3 (xC3c) Y хаплогрупе у Унутрашњој Монголији.

## Историја

### Мит о пореклу
Према Историји Љаоа састављеној у 14. веку, „свети човек“ (шен-рен) на белом коњу имао је осам синова са „небеском женом“ (тјену) која се возила у колима која је вукао сиви во. Човек је дошао са реке Ту (река Љо Ха у данашње време Ђилину, Манџурија), а жена из реке Хуанг (данашња река Шар Мурен у Унутрашњој Монголији). Пар се срео тамо где се две реке спајају, а осам синова рођених у њиховој унији постало је осам племена.

### Прединастички период
Најраније писано спомињање Кидана је из званичне историје  Сјанбеја династије Северни Веј која датира из периода Шест династија. Већина научника верује да се племе Кидан одвојило од Сјанбеја, а неки научници верују да су они можда били мешовита група која је такође укључивала бивше чланове племенске конфедерације Сјонгну. Киданци су обријали главе, остављајући длаке на слепоочницама које су расле до груди, на сличан начин као и сродни Кумо Си, Шивеј и Сјанбеј за које се верује да потичу од њих.
Током своје ране историје, Кидани су били састављени од осам племена. Њихова територија се налазила између данашње реке Шар Мурен и Чаојанга, Љаонинг. Киданска територија се граничила са Когурјом, Кином и земљама источних Турака.
Између 6. и 9. века, њима су сукцесивно доминирали Источнотуркијски каганат, Ујгурски каганат и кинеска династија Танг. Киданци су били мање политички уједињени од туркијских племена, али су се често нашли умешани у игре моћи између Турака и кинеских династија Суеј и Танг. Процењује се да је Кидан имао само око 43.000 војника, што је фракција туркијских каганата. Године 605, Кидан је извршио напад на Кину, али је цар Јангди из династије Суеј успео да убеди Турке да пошаљу 20.000 коњаника да помогну Кини против Кидана. Године 628, под вођством племенског поглавице Дахе Моуија, Киданци су се потчинили династији Танг, као што су се раније потчинили источним Турцима. Каган источних Турака, Џијали Кан, понудио је да замени кинеског побуњеника Љанг Ши Дуа за Кидан, али цар Тајцунг није пристао на размену.
Током владавине царице Ву, скоро један век касније, Други турски каганат извршио је рацију дуж граничних подручја северне Кине. Царица Танг, у ономе што научници сматрају великом стратешком грешком, формирала је несрећни савез са туркијским вођом Капаганом Каганом како би казнила Кидан због напада на провинцију Хебеј. Киданска територија била је много ближа северној Кини него туркијске земље, и Турци су је користили да покрену сопствене нападе на Хебеј.
Попут Тујухуна и Тангута, Кидани су остали посредна сила дуж граница кроз 7. и 8. век. Кидани су постали истакнути у вакууму моћи који се развио након киргиског преузимања власти над Ујгурским каганатом, и колапса династије Танг.